# Zespół osiowy
Zespół osiowy, gruczoł osiowy – narząd występujący wyłącznie u szkarłupni (Echinodermata), w osi oralno-aboralnej, składający się z prostopadłego kanału krwionośnego, kanału kamiennego i zatoki osiowej układu pseudohemalnego. Jego funkcja jest różnie oceniana.